# Palacio de las Vistillas
El palacio de las Vistillas fue un inmueble de la ciudad española de Madrid, desaparecido a finales del siglo XIX.

## Descripción

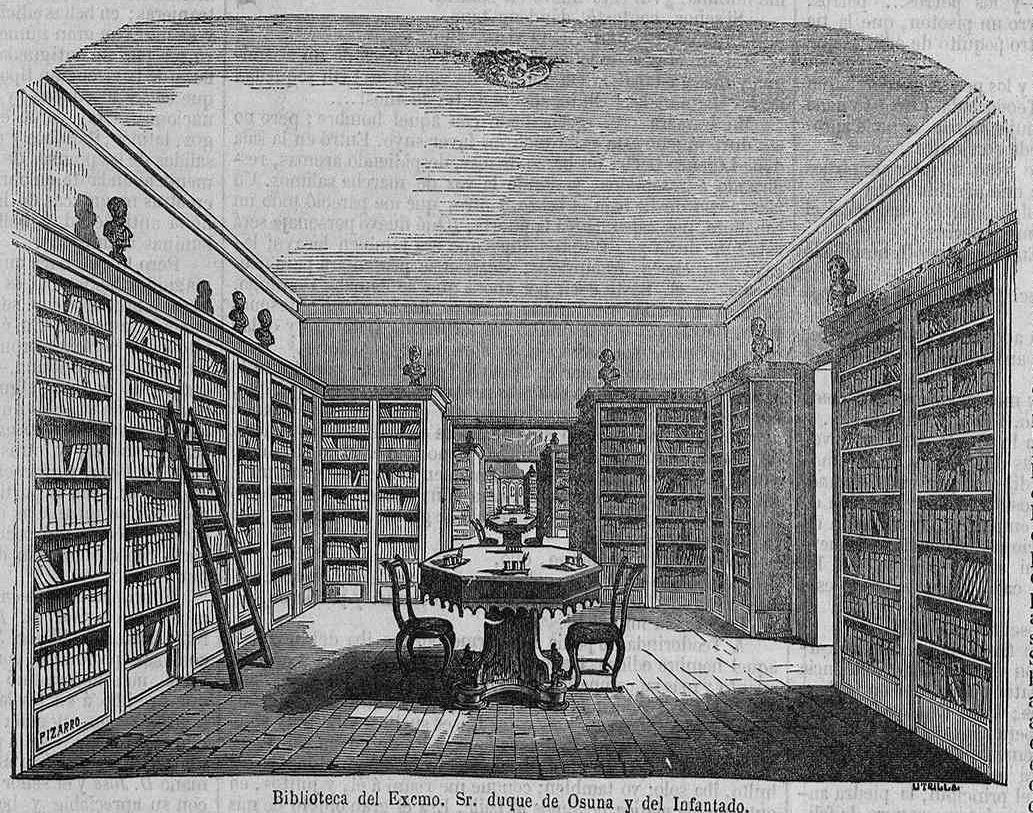
Biblioteca del palacio

El palacio, que llegó a ser uno de los principales del Madrid de su época, perteneció a los duques de Osuna. Había sido erigido a finales del siglo XVIII, con planos del arquitecto Pedro Arnal. En él se instaló a mediados del siglo xix la biblioteca del duque de Osuna, trasladada desde la calle de Leganitos.
Uno de sus últimos residentes fue Mariano Téllez-Girón, casado con María Leonor de Salm-Salm y caracterizado por sus dispendios y derroches. La última de las fiestas celebradas en el palacio habría sido un baile de dominós blancos en el Carnaval de 1884, ya después de la muerte de Mariano, al que habría asistido de incógnito Alfonso XII. En 1900 fue derribado y sobre sus restos se levantó el Seminario Conciliar de Madrid, inaugurado en 1906.